# Hals über Kopf (2023)
Hals über Kopf (englischer Titel: Head Over Heels) ist ein österreichischer Spielfilm aus dem Jahr 2023 von Andreas Schmied mit Miriam Fussenegger und Otto Jaus. Österreichischer Kinostart der Filmkomödie war am 20. April 2023. Die  ORF-Erstausstrahlung erfolgte am 8. April 2024.

## Handlung
Ella Lannau ist die Tochter des Bankiers Eduard Lannau. Am Tag der von ihrem Vater arrangierten Hochzeit mit Marcel Katzenbach flüchtet sie in den Kofferraum eines Bentleys. Dieses Fahrzeug wird von Richie gestohlen, der eigentlich seine Karriere als Kleinkrimineller aufgegeben hat und jetzt ein Haus baut. Allerdings hat er bei „Onkel Siggi“ Schulden. Nachdem Richie bemerkt, dass sich Ella im Kofferraum befindet, bringt er sie zu seiner Baustelle. Ella zieht ihr Brautkleid aus und beschließt mit Richies Hilfe, ihre eigene Entführung vorzutäuschen.
Auf einem USB-Stick hat Ella Unterlagen über diverse Machenschaften der Familie wie Geldwäsche, Steuerhinterziehung und Kick-back-Zahlungen. Unter den Begünstigten befindet sich auch ein Staatsanwalt. Die SOKO Lannau von Oberst Lippowitz und Inspektor Fichtl soll geschlossen werden, Lippowitz muss rechtzeitig die Schuld von Direktor Lannau beweisen. Im Fernsehen wird über den Entführungsfall berichtet, Onkel Siggi beschließt die Erpresser-Millionen zu kassieren. Richies Freundin Christine wird als falsche Braut entführt. 
In einer Halle soll schließlich eine Übergabe stattfinden. Dort werden Onkel Siggi und Eduard Lannau von der Polizei verhaftet. Die ZIB 20 berichtet über Verhaftungen und Anklagen im Bankenskandal Lannauer Bank, aufgrund neuer Hinweise und mit Hilfe von Kronzeugin Ella Lannauer. Unter den Angeklagten befindet sich auch Marcel Katzenbach und auch jener Staatsanwalt, der Lannau ursprünglich angeklagt hatte, steht unter Verdacht.
Richie trennt sich von Christine, Ella teilt das Lösegeld auf die von der Bankenpleite betroffenen Häuslbauer auf. Ella und Richie, die sich mittlerweile näher gekommen sind, küssen sich, ihnen bleibt der Bentley.

## Produktion und Hintergrund
Die Dreharbeiten fanden an 27 Drehtagen vom 17. Juni bis zum 26. Juli 2019 in Wien und Niederösterreich statt. Drehort war unter anderem Schleinbach.
Produziert wurde der Film von der Aichholzer Filmproduktion (Produzent Josef Aichholzer), den Verleih übernahm  die Luna Filmverleih GmbH. Unterstützt wurde die Produktion vom Österreichischen Filminstitut, von FISA Filmstandort Austria, vom Filmfonds Wien und vom Land Niederösterreich, beteiligt war der Österreichische Rundfunk.
Die Kamera führte Xiaosu Han, die Musik schrieben Stefan Bernheimer und Markus Gartner, die Montage verantwortete Philipp Brozsek und das Casting Nicole Schmied. Das Kostümbild gestaltete Theresa Ebner-Lazek, das Szenenbild Rudi Czettel, den Ton Bernhard Maisch, Manuel Grandpierre und Sergey Martynyuk und das Maskenbild Danijela Brdar und Markus Zenaty.
Für Otto Jaus war dies die erste Hauptrolle in einem Langspielfilm. Ein Trailer wurde im März 2023 veröffentlicht.

## Rezeption
Gunther Baumann bezeichnete den Film in der Wiener Zeitung als „harmloses, aber vergnügliches Kino-Erlebnis“. Regisseur Andreas Schmied drücke ordentlich aufs Tempo. Mit Slapstick und Wortwitz forme er gelungene Szenen. Im Mittelteil gehe dem Film aber immer wieder die Luft aus. Dann rette sich der Film in Klamauk und Holzhammer-Humor. Die Chemie zwischen den Hauptdarstellern stimme, und das ganze Ensemble sei mit spürbarem Spaß bei der Sache.
Nora Bruckmüller vergab in den Oberösterreichischen Nachrichten vier von sechs Sternen. Otto Jaus gebe Richie Javotnik als Schlitzohr, dessen Mentalität als Strizzi so typisch Wienerisch ist wie sein Name und bilde mit Fussenegger ein herrlich ungleiches Paar. Pate standen dabei wohl die großartigen Screwball-Komödien aus den USA der 1930er/40er, mit Feuerwerken an Pointen und Dialogen. Letztere kämen in diesem Film manchmal allerdings eher wie ein sanfter Sprühregen daher. Komme der Witz aber direkt aus dem Spiel und skurrilen Situationen, erlebe man ein großes Vergnügen.
Manuel Simbürger bewertete den Film auf film.at mit drei von fünf Sternen, die Komödie sei harmlos, aber kurzweilige Unterhaltung mit hohem Tempo und einem hervorragenden Otto Jaus.
Kinobesucher
Mit insgesamt 22.500 Kinobesuchern lag der Film auf Platz 7 der österreichischen Produktionen des Kinojahres 2023.